# Cime de L'Est
Cime de L'Est är ett berg i Schweiz.   Det ligger i distriktet Saint-Maurice och kantonen Valais, i den sydvästra delen av landet, 90 km söder om huvudstaden Bern. Toppen på Cime de L'Est är 3 178 meter över havet, eller 174 meter över den omgivande terrängen. Bredden vid basen är 1,8 km. Cime de L'Est ingår i Dents du Midi.
Terrängen runt Cime de L'Est är huvudsakligen mycket bergig. Närmaste större samhälle är Monthey, 9,2 km norr om Cime de L'Est. 
I omgivningarna runt Cime de L'Est växer i huvudsak blandskog. Runt Cime de L'Est är det ganska glesbefolkat, med 22 invånare per kvadratkilometer.